# Julien Féret
Julien Féret (ur. 5 lipca 1982 w Saint-Brieuc) – francuski piłkarz występujący na pozycji pomocnika. Obecnie jest zawodnikiem klubu SM Caen.

## Kariera klubu
Féret seniorską karierę rozpoczynał w 2000 roku w rezerwach klubu Stade Rennais. W 2003 roku odszedł do AS Cherbourg, grającego w Championnat National. W 2004 roku przeszedł do drugoligowego Chamois Niortais. W Ligue 2 zadebiutował 27 sierpnia 2004 w przegranym 0:2 meczu z LB Châteauroux. 24 września 2004 w wygranym 2:1 spotkaniu z Angers SCO strzelił pierwszego gola w trakcie gry w Ligue 2. W 2005 roku spadł z zespołem do Championnat National. Wówczas przeszedł do drugoligowego Stade de Reims. Jego barwy reprezentował przez trzy kolejne sezony.
Latem 2008 roku podpisał kontrakt z pierwszoligowym. W Ligue 1 zadebiutował 9 sierpnia 2008 w zremisowanym 0:0 pojedynku z Lille OSC. 13 grudnia 2008 w wygranym 2:0 meczu z Grenoble Foot 38 zdobył pierwszą bramkę w trakcie gry w Ligue 1.
22 czerwca  2011 roku Féret podpisał 3–letni kontrakt z Stade Rennais FC.
16 czerwca  2014 roku Féret podpisał 1–letni kontrakt z SM Caen
| Sezon   | Klub             | Kraj    | Rozgrywki | Mecze | Bramki | Rozgrywki Europy | Mecze | Bramki |
| ------- | ---------------- | ------- | --------- | ----- | ------ | ---------------- | ----- | ------ |
| 2003/04 | AS Cherbourg     | Francja | National  | 36    | 3      | -                | -     | -      |
| 2003/04 | Chamois Niortais | Francja | Ligue 2   | 31    | 2      | -                | -     | -      |
| 2005/06 | Stade de Reims   | Francja | Ligue 2   | 36    | 3      | -                | -     | -      |
| 2006/07 | Stade de Reims   | Francja | Ligue 2   | 31    | 8      | -                | -     | -      |
| 2007/08 | Stade de Reims   | Francja | Ligue 2   | 28    | 5      | -                | -     | -      |
| 2008/09 | AS Nancy         | Francja | Ligue 1   | 31    | 4      | Liga Europy UEFA | 5     | 2      |
| 2009/10 | AS Nancy         | Francja | Ligue 1   | 37    | 5      | -                | -     | -      |
| 2010/11 | AS Nancy         | Francja | Ligue 1   | 36    | 6      | Liga Europy UEFA | 8     | 2      |
| 2011/12 | Stade Rennais FC | Francja | Ligue 1   | 35    | 8      | -                | -     | -      |
| 2012/13 | Stade Rennais FC | Francja | Ligue 1   | 37    | 11     | -                | -     | -      |
| 2013/14 | Stade Rennais FC | Francja | Ligue 1   | 16    | 0      | -                | -     | -      |
| 2014/15 | SM Caen          | Francja | Ligue 1   | 18    | 0      | -                | -     | -      |

Stan na: 13 grudzień 2014 r.